# 벨코포포빅키 코젤

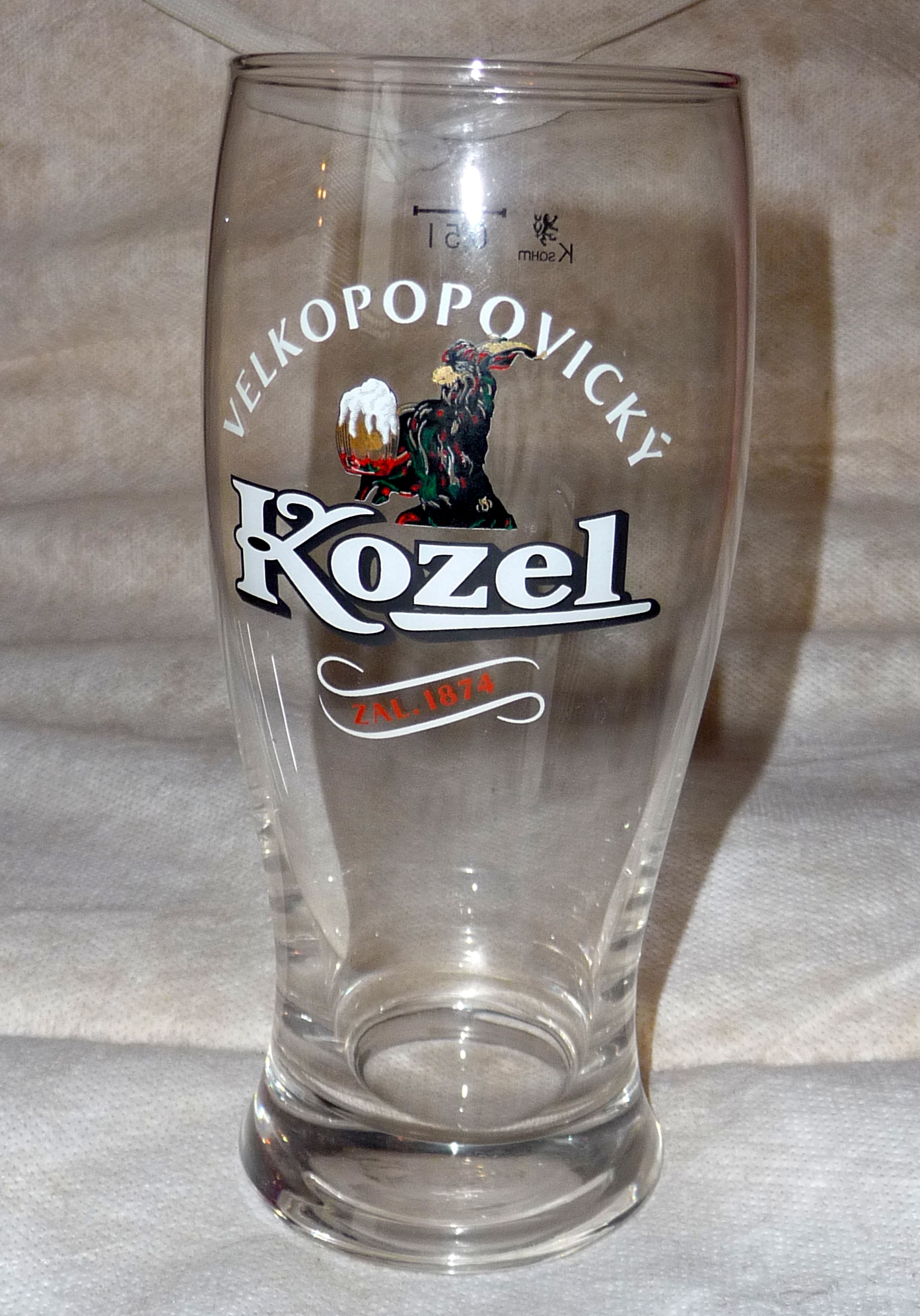

벨코포포비츠키 코젤(체코어: Velkopopovický Kozel)은 체코의 맥주양조회사이다. 1874년 프란츠 링호퍼가 프라하에서 남동쪽으로 25km 정도 떨어진 벨케 포포비체에 만들었다. 코젤은 체코어로 숫염소를 의미하며 따라서 코젤의 상징물은 올다(Olda)라는 이름의 염소이다. 로고에도 숫염소 올다가 들어가 있다. 코젤은 2002년에 SAB밀러에 인수되었고 2016년에 아사히 맥주에 매각되었다.

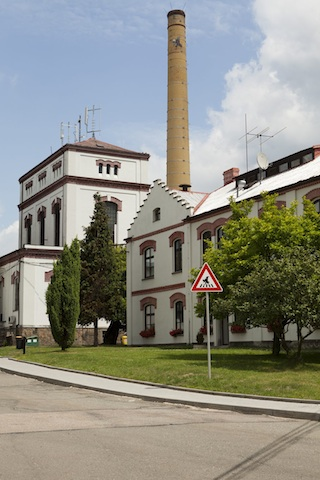
벨케 포포비체에 있는 코젤 양조장

생산 품목은 흑맥주 하나를 포함해서 모두 라거이다.
- 코젤 스베틀리(Kozel Světlý): 도수 4도의 하면발효 라거.
- 코젤 11°(Kozel 11°): 도수 4.6도의 하면발효 라거. 2005년부터 판매 개시.
- 코젤 프리미움(Kozel Premium): 도수 4.8도의 하면발효 라거.
- 코젤 체르니(Kozel Černý): 도수 3.8도의 둥켈(흑라거). 카라멜화 맥아를 비롯해 4가지 종류의 맥아를 사용해서 초콜릿과 커피 향이 난다.

## 같이 보기
- 체코의 맥주